# Mogielica
Die Mogielica ist mit einer Höhe von 1170 m der höchste Berg in den Inselbeskiden in der Woiwodschaft Kleinpolen in Polen. Der Berg liegt nördlich des Tals der Kamienica, eines Zuflusses des Dunajec im Südwesten der Stadt Limanowa, im Powiat Limanowski.

## Zugang

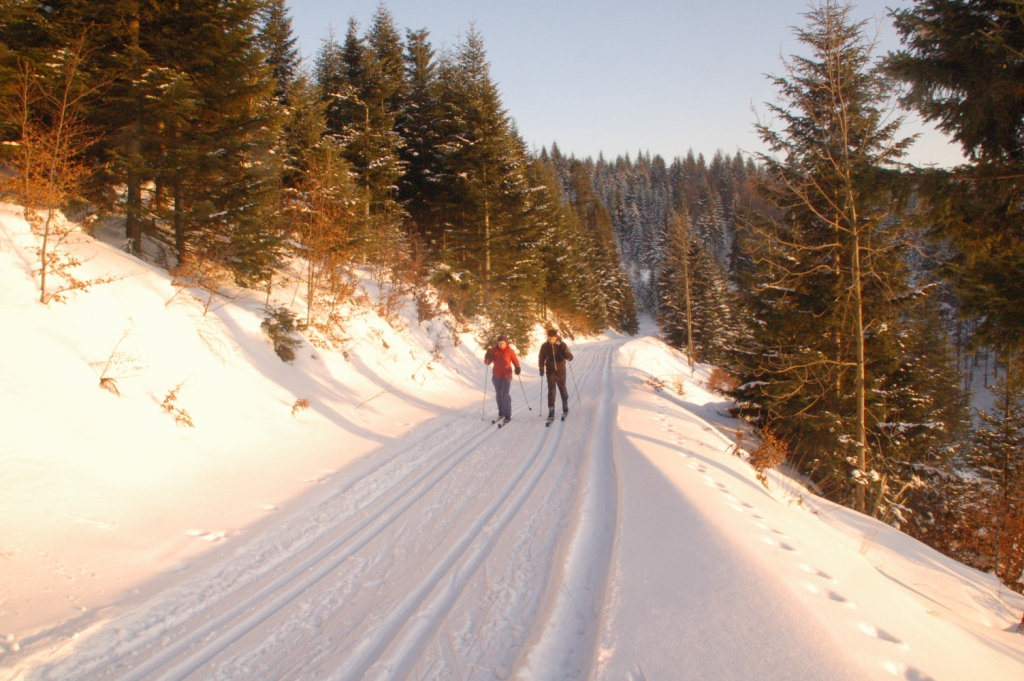
Langlaufloipe an der Mogielica

Auf die Mogielnica, die einen 20 m hohen Aussichtsturm trägt, führen vier markierte Wege unterschiedlicher Länge.